# Cala d'Or
Cala d'Or és un nucli de població del terme municipal de Santanyí que s'allarga fins al de Felanitx i que està estructurat entorn de diverses cales. Es tracta d'un dels nuclis turístics més antics de l'illa, atès que es remunta als anys trenta, i encara ara és el punt de referència del turisme (principalment de tipus familiar) al Migjorn de l'illa. Es troba a tres quilòmetres del poble de Calonge, amb el qual està unit per la Ma-4013.
Per bé que la primera urbanització sols abraçava Cala Llonga, el caló de les Dones (actualment conegut amb el nom de Cala Petita) i Cala Gran, actualment arriba fins a Cala Egües i fins a Cala Ferrera.

## Història
La urbanització està situada a una contrada que, abans de la urbanització, rebia el nom de les Puntetes (col·loquialment ses Puntetes). El 1933, el dibuixant eivissenc Josep Costa Ferrer va emprendre un projecte d'urbanització de la zona per establir-hi un nucli d'estiu residencial: amb l'ajuda de l'urbanista Bellini va parcel·lar la zona, va fer un projecte de pla urbà i va vendre les 48 parcel·les que varen resultar als seus amics i clients. Aquest primer nucli, de xalets residencials, estava situat davant el caló de les Dones (avui conegut també amb el nom de Cala Petita) i les cases imitaven l'estil de la casa pagesa eivissenca, per iniciativa del mateix promotor, Josep Costa, qui era eivissenc de naixement. El nom de la urbanització, imposat pel mateix Costa, és una deformació del nom de l'eivissenca Cala d'Hort. Altres referències a Eivissa són els noms de certs carrers, com la plaça d'Eivissa o el carrer de Tagomago.

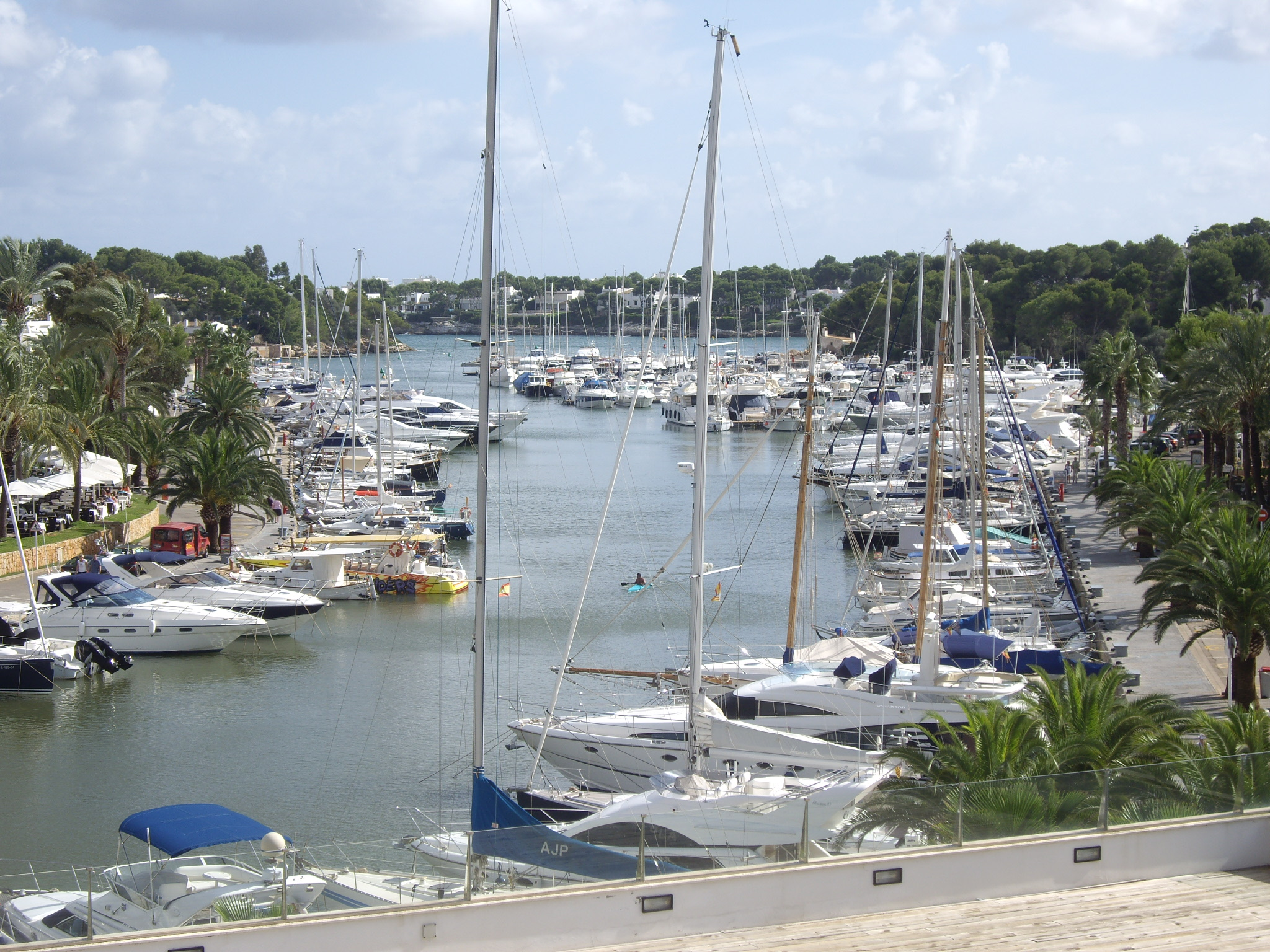
Cala Llonga

El primer hotel que va obrir va ser l'Hotel Cala d'Or, el 1935, que està situat just davant Cala Petita. Els anys cinquanta, Josep Costa donà uns terrenys perquè fos edificada una església, batiada amb el nom de Santa Maria del Mar, i que reproduïa l'estil tradicional eivissenc. Amb el temps, la localitat anà creixent i esdevenint popular, i esdevengué una localitat d'estiu de referència per personatges com Rita Pavone, Joan Manuel Serrat o Camilo Sesto.
El nucli, que havia nascut davant Cala Petita, entre Cala Llonga i Cala Gran, no va créixer gaire els primers anys, principalment per mor de la Guerra i la postguerra. Durant el desarrollismo, la promoció turística tornà a prendre embranzida i Cala d'Or va créixer fins a Cala Ferrera, per bé que amb una densitat d'urbanització encara força baixa, i ja dins els anys setanta la urbanització arribà fins a Cala Egües. De llavors ençà, la localitat no s'ha expandit més, però ha augmentat molt la densitat de població, fins al punt que actualment compta amb més de quatre mil persones empadronades. Compta amb un club nàutic, establert a Cala Llonga, que fou bastit els anys setanta, i que és gestionat per la Marina de Cala d'Or.

## Llocs per visitar

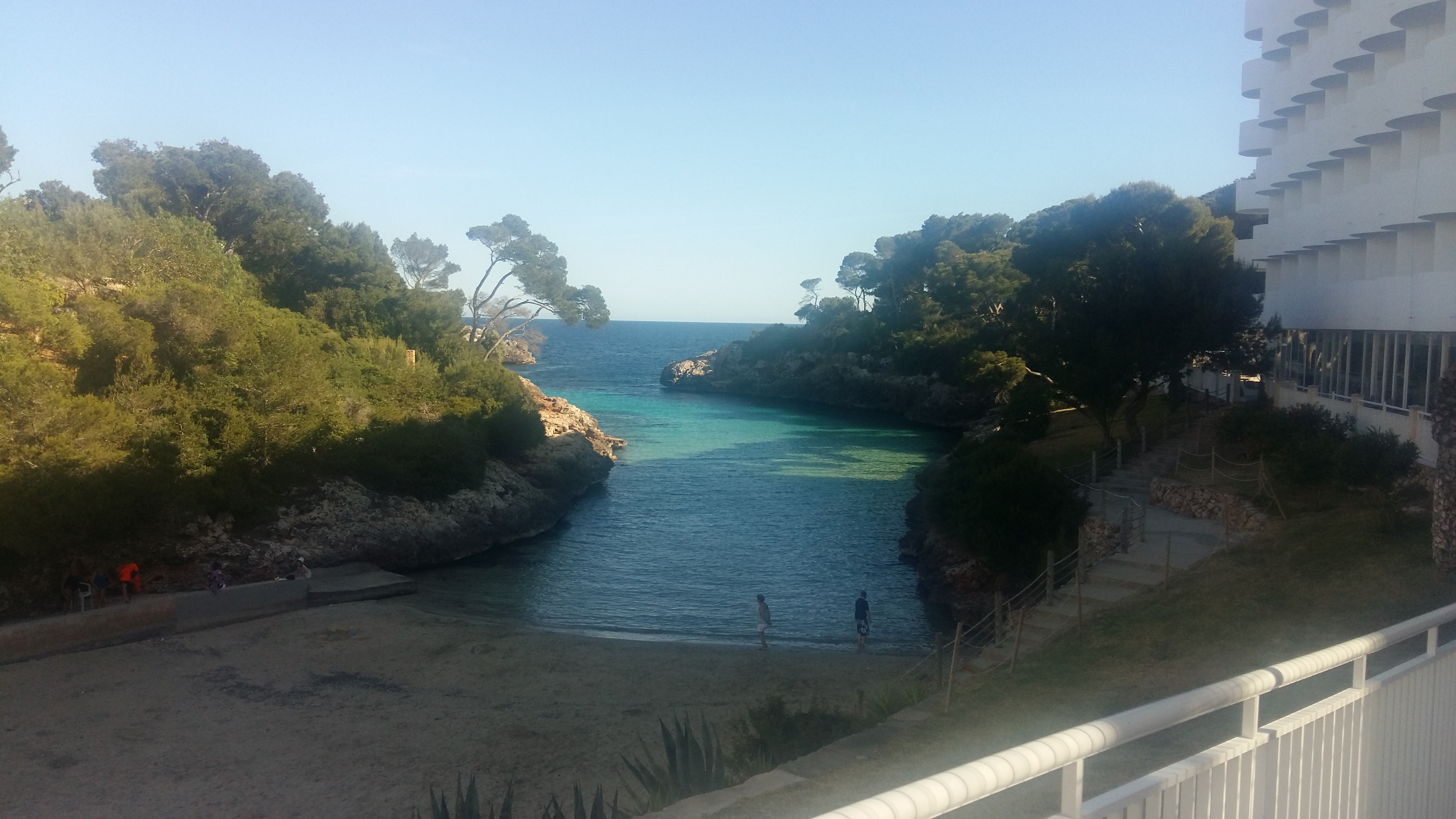
Cala egos

### Cales
- Cala Egües: antigament anomenada Caló de les Egües, és la més meridional de totes i està comunicada per via urbana amb Portopetro.
  - Caló de la Galera o Cala del Fortí: és una petita cala de roques situada entre la Punta de la Galera i el Fortí de Cala Llonga.[5]
- Cala Llonga: és la cala més llarga de totes (d'aquí el nom) i és la que compta amb el club nàutic, i per això no s'hi pot nedar. L'envolta l'avinguda de Cala Llonga.[5]
  - Caló del Pou: és una petita cala d'arena situada dins Cala Llonga, entre el port i el Fortí.[5]
- Cala Petita: antigament anomenada Caló de les Dones o Caló Petit, és una cala d'arena situada entre Cala Llonga i Cala Gran.[5] També és anomenada Cala d'Or[6]
- Cala Gran: és una cala d'arena, la més gran de Cala d'Or. També és anomenada els Calons Grans.[5]
- Caló dels Corrals: és una petita cala d'arena, la darrera del terme municipal de Santanyí. També rep el nom comercial de Cala Esmeralda, un topònim postís.[5]
- Cala Ferrera: és la primera cala de Felanitx i una de les més grans de Cala d'Or.[5]
  - Cala Serena: antigament anomenada Caló Petit o Caló de les Dones, és una petita cala d'arena que rebé aquest nom per raons comercials.[5][7]

### Altres llocs d'interés
- Fortí de Cala Llonga: bastit el 1730 i reconstruït el 1793, es tracta d'una torre fortificada que constituïa una guarnició per vint homes. Actualment la titularitat d'aquest monument és de la Fundació Illes Balears, que allotja un petit museu i compta amb una placa de reconeixement a l'urbanitzador Josep Costa.[8]
- Església de Santa Maria del Mar: bastida els anys cinquanta, es troba a la plaça de la Figuera i imita l'estil de construcció eivissenc.
- A més, el centre de la urbanització compta amb un redol de carrers comercials per vianants: l'avinguda Tagomago, l'avinguda de Bèlgica, el carrer d'Andreu Roig i el carrer de Toni Costa són carrers per vianants plens de comerços i restaurants.